# Parque Nacional da Serra da Cutia
O Parque Nacional da Serra da Cutia localiza-se no Município de Guajará-Mirim, a sudoeste do Estado de Rondônia, e faz fronteira com a Bolívia. É administrado pelo Instituto Chico Mendes de Conservação da Biodiversidade (ICMBio).